# GYATA–64

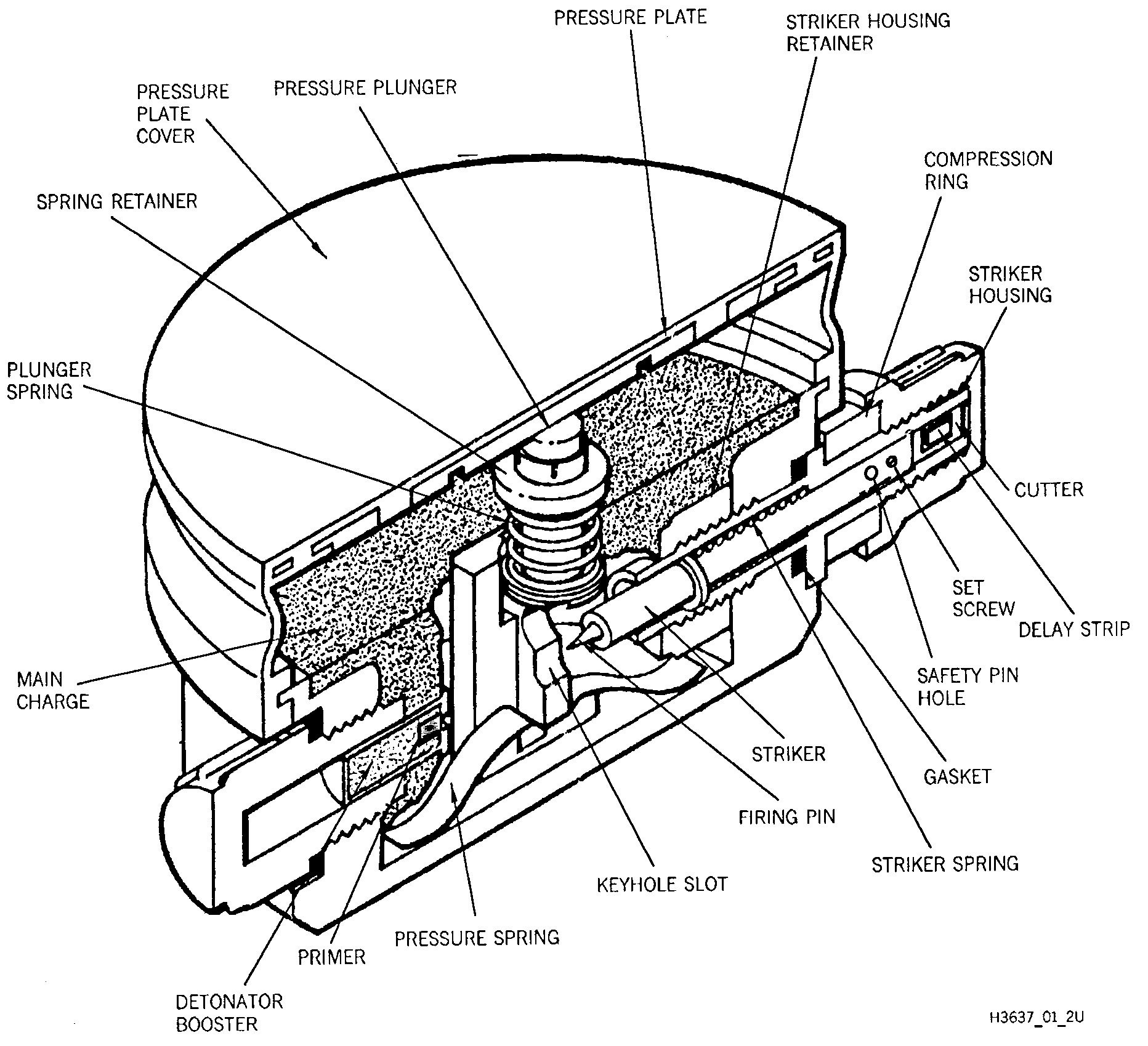
GyATA-64 metszeti képe

A GYATA–64 magyar gyártású gyalogsági taposóakna. 

## Sajátosságai
Külsőre nagyon hasonlít a szovjet gyártmányú PMN (ПМН) aknához – fejlesztése annak alapján folyt a Haditechnikai Intézetben Kovács István mérnök vezetésével a hivatalosan átadott szovjet dokumentáció alapján – , de robbanótöltete még annál is nagyobb: 300 gramm. Ennek következményeként a legnagyobb pusztító erejű gyalogsági aknaként tartják nyilván, a vele való „találkozás” rendszerint halálos. 
Összehasonlításként: a legtöbb gyalogsági akna sokkal kevesebb robbanóanyagot tartalmaz, a VS-50 típusú például alig 50 grammot. Elnevezése ellenére nem kifejezetten gyalogság elleni alkalmazásra tervezték: szempont volt, hogy alkalmas legyen gépjárművek és gumikerekes harcjárművek elleni alkalmazásra is.

## Jellemzői
- Magasság: 61 mm
- Átmérő: 106 mm
- Tömege: 520 g
- Robbanótöltet: 300 g TNT

## Kialakítása
A hengeres világosbarna bakelit házon felül helyezkedik el a rugalmas szoknyával rögzített merevített gumi nyomólap. Az akna egyik oldalán a gyújtószerkezet, a másikon a detonátor kinyúlik. A detonátor kicsavarható, helyére más gyújtó (például MUV) is illeszthető.
Magyarország a gyalogsági aknák gyártását 1995-ig megszüntette, a hadrendből kivonásra került, 1998-ban a teljes magyar készletet: 149 686 db-ot megsemmisítették. Kiképzési, és kutatási céllal körülbelül 1500 darabot tartottak meg.
Néhány országban léteznek még megmaradt raktárkészletek, Mozambik, Angola és Libanon tárol még GyATA–64-et. A telepített, és még fel nem számolt aknamezőkben is jelentős számban vannak.

## Fordítás
- Ez a szócikk részben vagy egészben  a   GYATA-64 mine című angol Wikipédia-szócikk fordításán alapul.  Az eredeti cikk szerkesztőit annak laptörténete sorolja fel. Ez a jelzés csupán a megfogalmazás eredetét és a szerzői jogokat jelzi, nem szolgál a cikkben szereplő információk forrásmegjelöléseként.